# おくのほそ道の風景地
おくのほそ道の風景地（おくのほそみちのふうけいち）は、松尾芭蕉の『おくのほそ道』に関連した国指定の名勝である。指定場所が地理的に離れた複数の県に及ぶ点が特徴となっている。2014年（平成26年）3月18日に最初の指定が行われ、その後下記の「指定履歴」のとおり追加指定が行われている。

## 概要
江戸時代に松尾芭蕉とその弟子の曽良が訪れ、『おくのほそ道』に記した名所や旧跡は、平安時代の歌人である能因や西行が詠んだ古歌にまつわる歌枕も多く、古来から近世にわたり広く鑑賞の対象となってきた。今なお、往時の風景が残り、後世の人々にも影響を与え続けている。このような紀行文学の傑作である『おくのほそ道』を緯糸とし、関連する景勝地を経糸として、個別ではなくつながりのあるものとして、一体的に保護しようとする意図のもとで複数の風致景観が名勝として一括指定されている。
指定対象の風景地は、埼玉県、栃木県、福島県、宮城県、岩手県、山形県、秋田県、新潟県、富山県、石川県、福井県および岐阜県の12県、26か所を数える。
複数の場所を一体的に指定した名勝の先行例としては、イーハトーブの風景地（2005年（平成17年）指定および2006年（平成18年）追加指定）やピリカノカ（2009年（平成21年）指定、2010年（平成22年）、2011年（平成23年）、2012年（平成24年）、2013年（平成25年）および2014年（平成26年）追加指定）がある。

## 名勝の指定対象
名勝「おくのほそ道の風景地」として、以下の26か所が指定されている。
| 名称                       | 読み                                     | 所在地                             | 位置                               |
| -------------------------- | ---------------------------------------- | ---------------------------------- | ---------------------------------- |
| 草加松原                   | そうかまつばら                           | 埼玉県草加市                       | 北緯35度50分28秒 東経139度48分19秒 |
| ガンマンガ淵（慈雲寺境内)  | がんまんがふち（じうんじけいだい）       | 栃木県日光市                       | 北緯36度44分56秒 東経139度35分18秒 |
| 八幡宮（那須神社境内）     | はちまんぐう（なすじんじゃけいだい）     | 栃木県大田原市                     | 北緯36度51分49秒 東経140度05分16秒 |
| 殺生石                     | せっしょうせき                           | 栃木県那須郡那須町                 | 北緯37度06分06秒 東経139度59分56秒 |
| 遊行柳（清水流るゝの柳）   | ゆぎょうやなぎ（しみずながるるのやなぎ） | 栃木県那須郡那須町                 | 北緯36度59分42秒 東経140度09分55秒 |
| 黒塚の岩屋                 | くろづかのいわや                         | 福島県二本松市安達ヶ原             | 北緯37度35分40秒 東経140度27分43秒 |
| 武隈の松                   | たけくまのまつ                           | 宮城県岩沼市二木                   | 北緯38度06分25秒 東経140度51分45秒 |
| つゝじが岡及び天神の御社   | つつじがおかおよびてんじんのみやしろ     | 宮城県仙台市宮城野                 | 北緯38度15分39秒 東経140度53分36秒 |
| 木の下及び薬師堂           | きのしたおよびやくしどう                 | 宮城県仙台市若林区木ノ下           | 北緯38度15分05秒 東経140度54分10秒 |
| 壺碑（つぼの石ぶみ）       | つぼのいしぶみ（つぼのいしぶみ）         | 宮城県多賀城市                     | 北緯38度18分13秒 東経140度59分18秒 |
| 興井（沖の石）             | おきのい（おきのいし）                   | 宮城県多賀城市                     | 北緯38度17分13秒 東経141度00分12秒 |
| 末の松山                   | すえのまつやま                           | 宮城県多賀城市                     | 北緯38度17分16秒 東経141度00分12秒 |
| 籬が島                     | まがきがしま                             | 宮城県塩竈市                       | 北緯38度19分23秒 東経141度02分11秒 |
| 金鶏山                     | きんけいざん                             | 岩手県西磐井郡平泉町               | 北緯38度59分35秒 東経141度06分36秒 |
| 高館                       | たかだち                                 | 岩手県西磐井郡平泉町               | 北緯38度59分50秒 東経141度06分49秒 |
| さくら山                   | さくらやま                               | 岩手県西磐井郡平泉町               | 北緯39度00分47秒 東経141度11分02秒 |
| 本合海                     | もとあいかい                             | 山形県新庄市                       | 北緯38度43分37秒 東経140度13分33秒 |
| 三崎（大師崎）             | みさき（だいしざき)                      | 山形県飽海郡遊佐町・秋田県にかほ市 | 北緯39度07分13秒 東経139度52分17秒 |
| 象潟及び汐越               | きさかたおよびしおこし                   | 秋田県にかほ市象潟町               | 北緯39度13分14秒 東経139度54分22秒 |
| 親しらず                   | おやしらず                               | 新潟県糸魚川市                     | 北緯36度59分36秒 東経137度41分45秒 |
| 有磯海                     | ありそうみ                               | 富山県高岡市                       | 北緯36度49分00秒 東経137度02分19秒 |
| 那谷寺境内（奇石）         | なたでらけいだい（きせき）               | 石川県小松市                       | 北緯36度18分48秒 東経136度25分13秒 |
| 道明が淵（山中の温泉）     | どうめいがふち（やまなかのいでゆ）       | 石川県加賀市                       | 北緯36度14分43秒 東経136度22分33秒 |
| 湯尾峠                     | ゆのおとうげ                             | 福井県南条郡南越前町               | 北緯35度47分14秒 東経136度11分49秒 |
| けいの明神（氣比神宮境内） | けいのみょうじん（けひじんぐうけいだい） | 福井県敦賀市                       | 北緯35度39分18秒 東経136度04分29秒 |
| 大垣船町川湊               | おおがきふなまちかわみなと               | 岐阜県大垣市                       | 北緯35度21分21秒 東経136度36分45秒 |

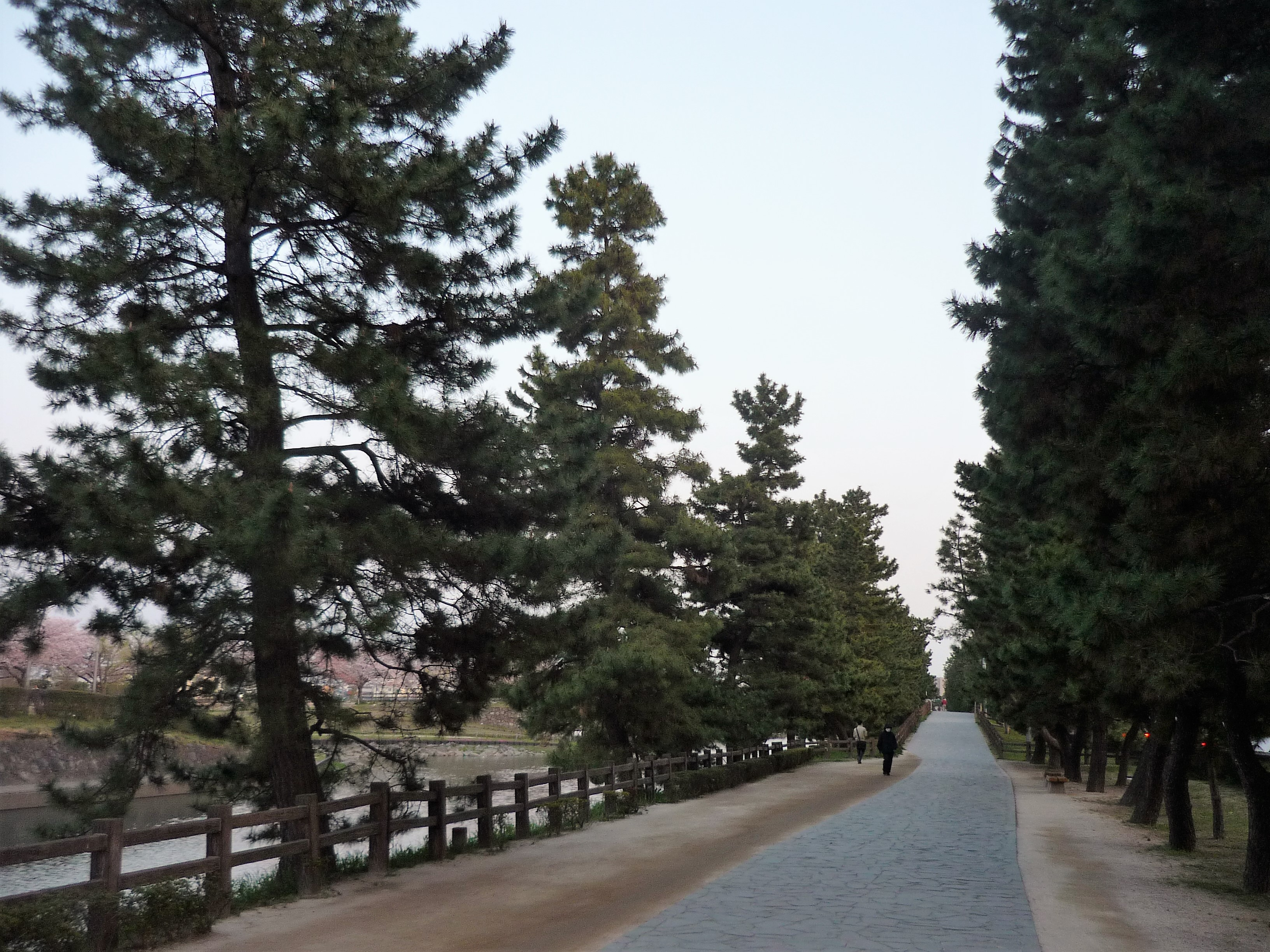
草加松原
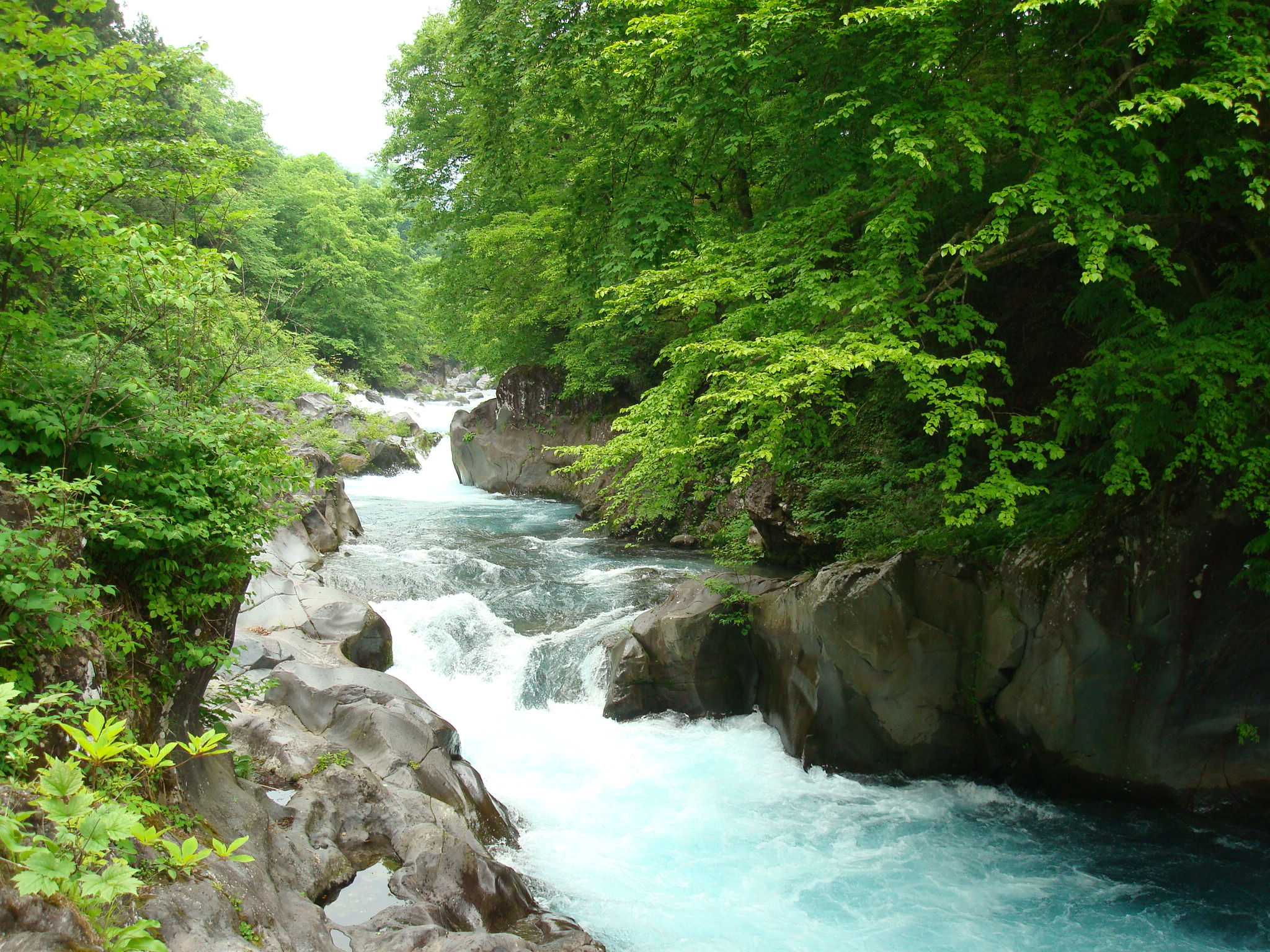
憾満ヶ淵
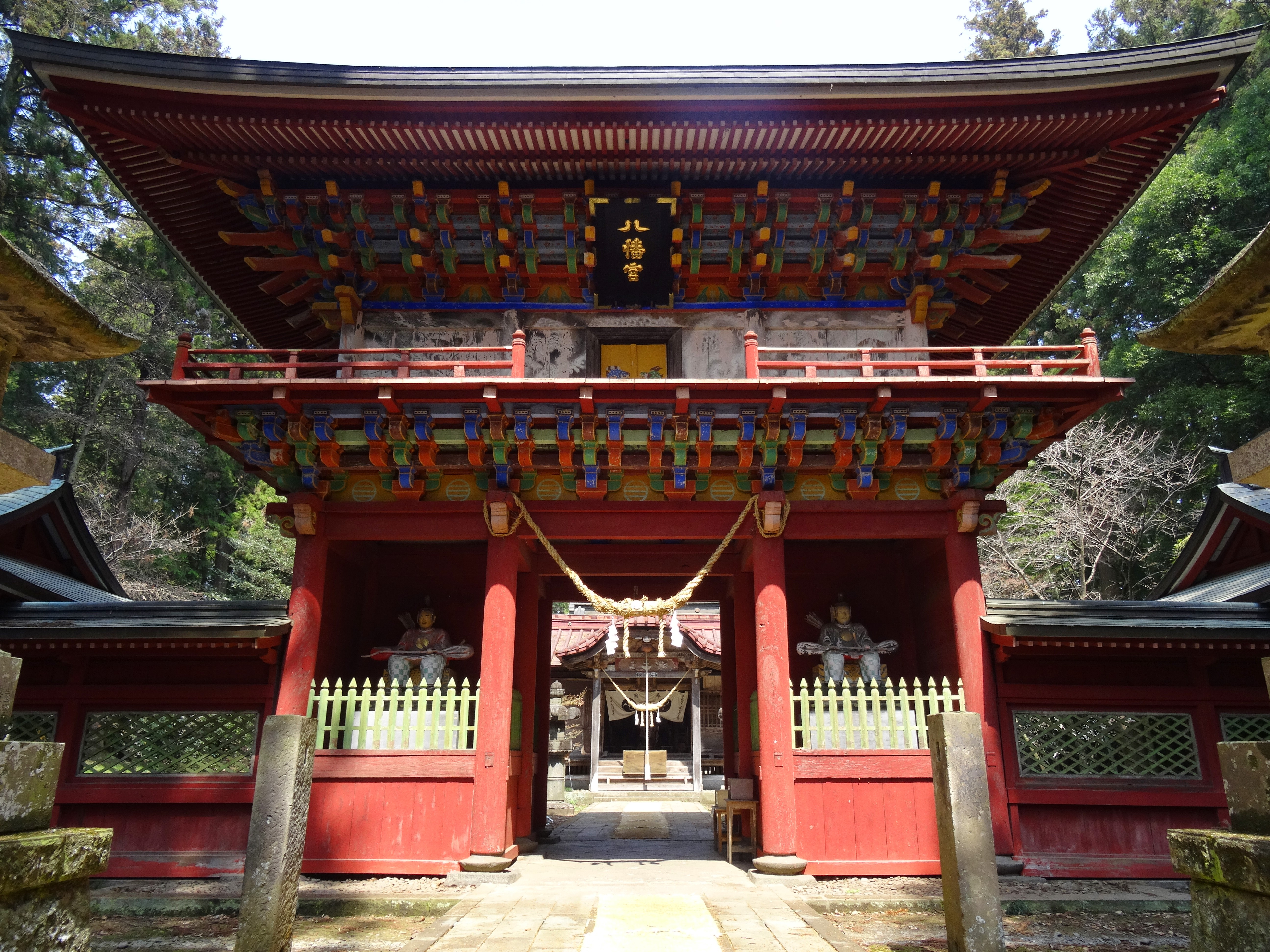
那須神社
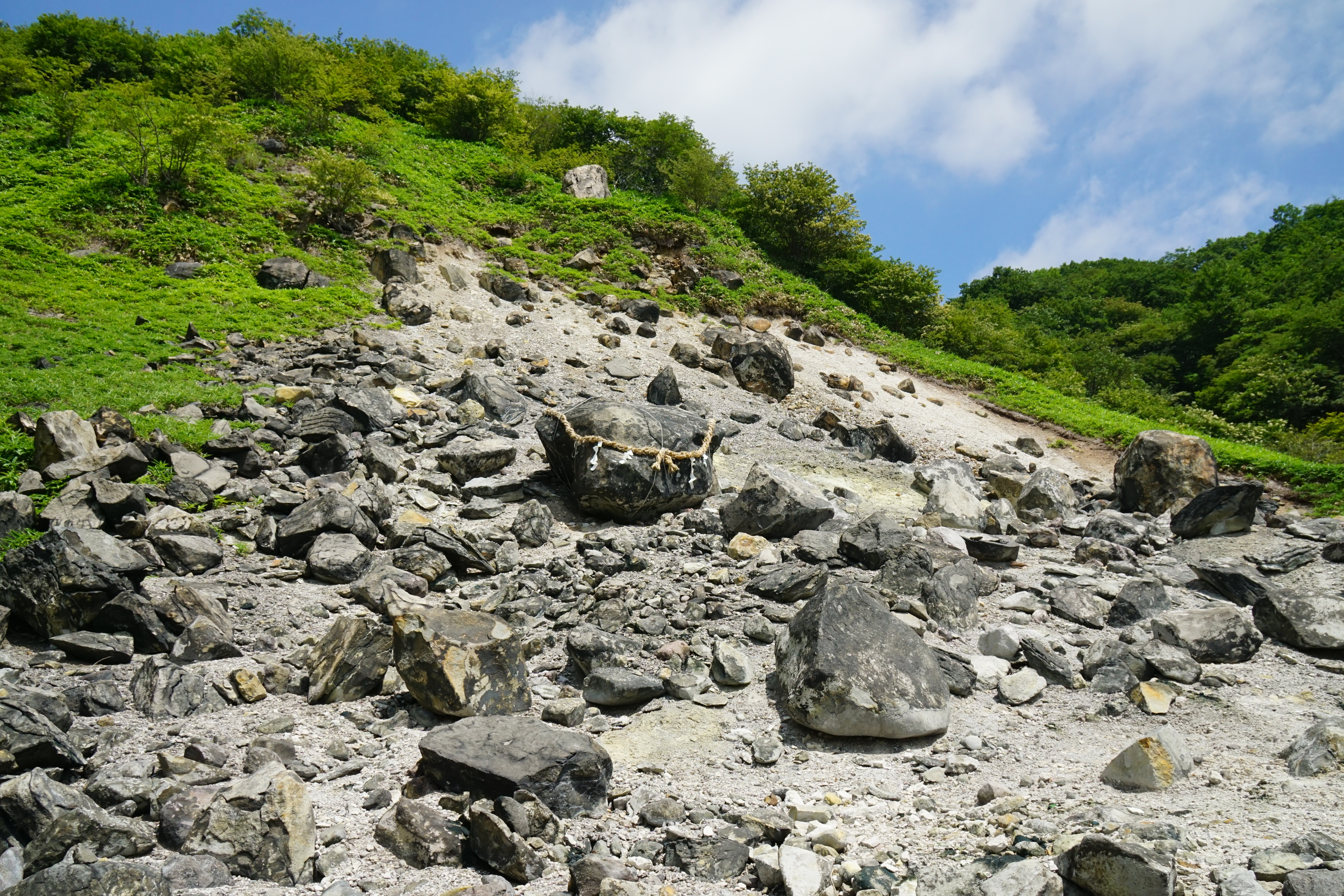
殺生石
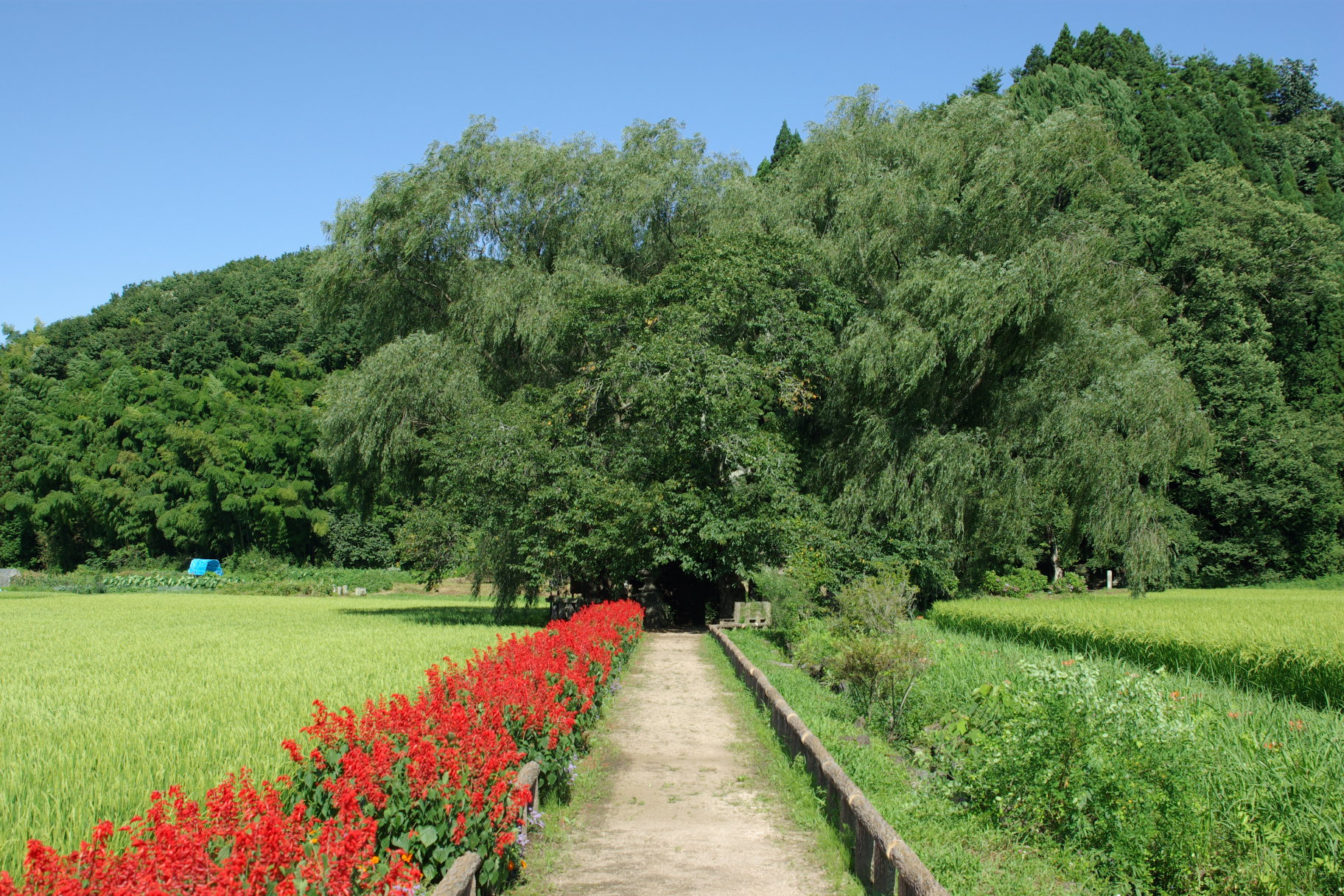
遊行柳
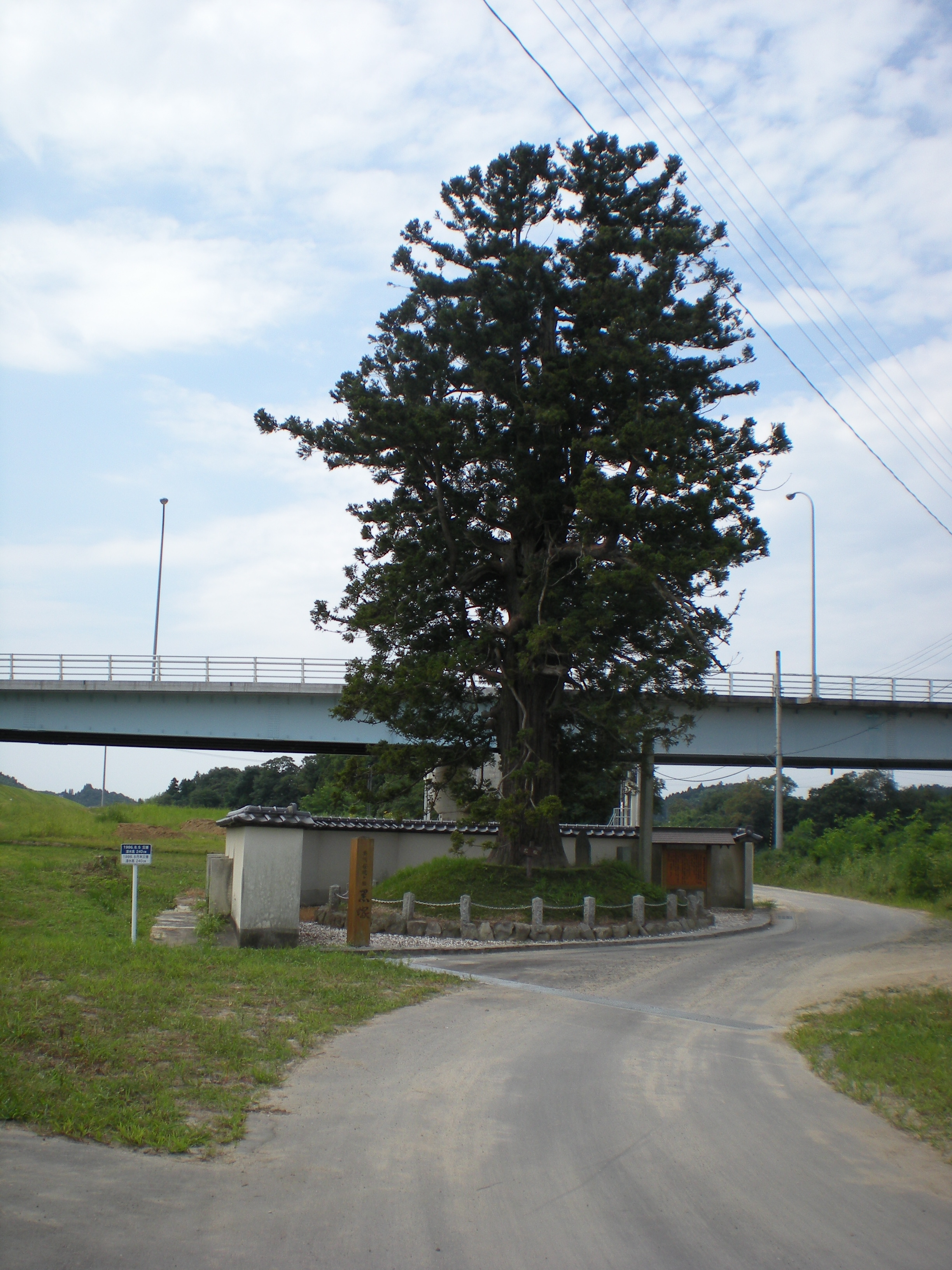
黒塚、安達ヶ原の鬼婆の墓
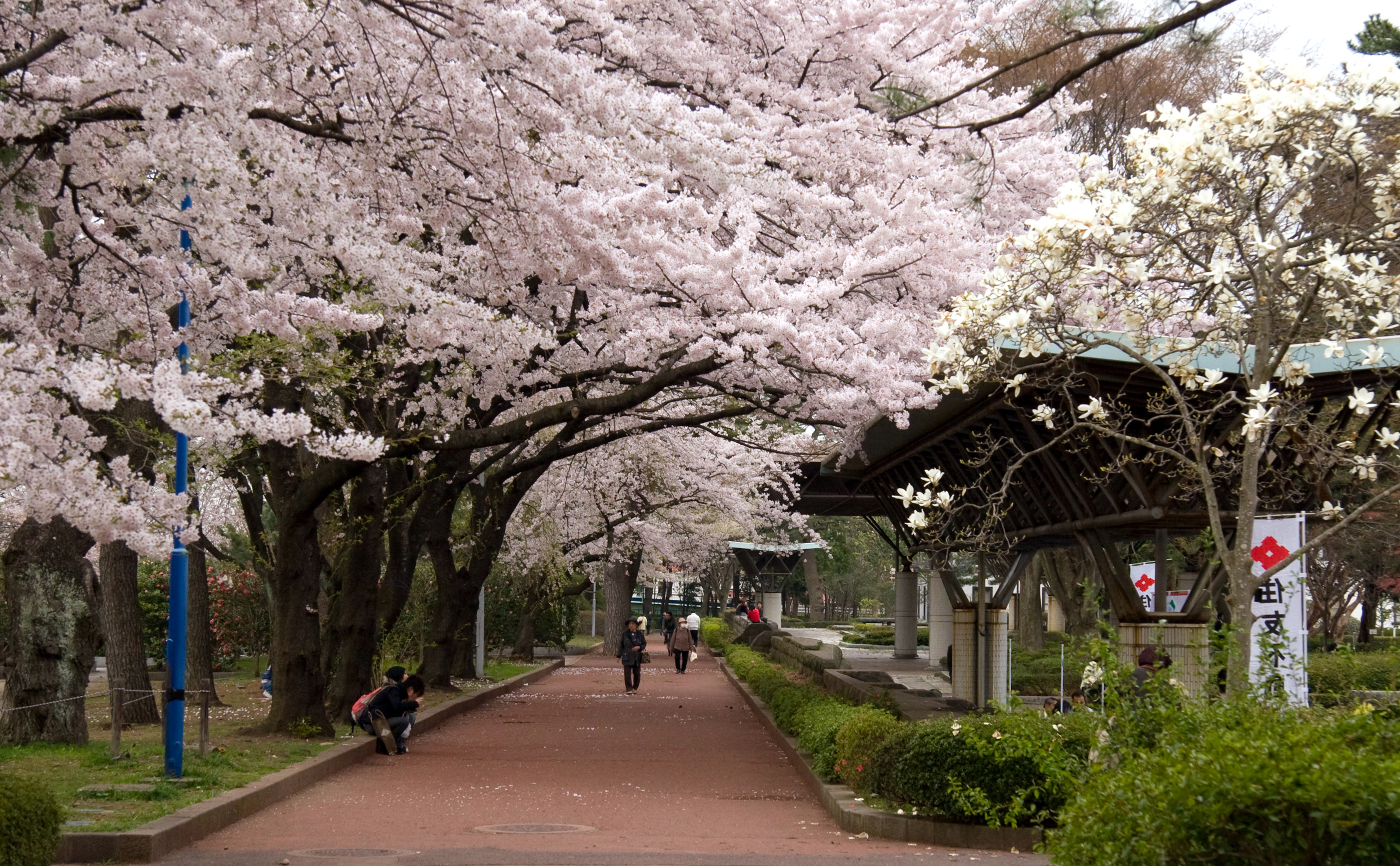
榴ヶ岡公園、公園の西に榴岡天満宮がある
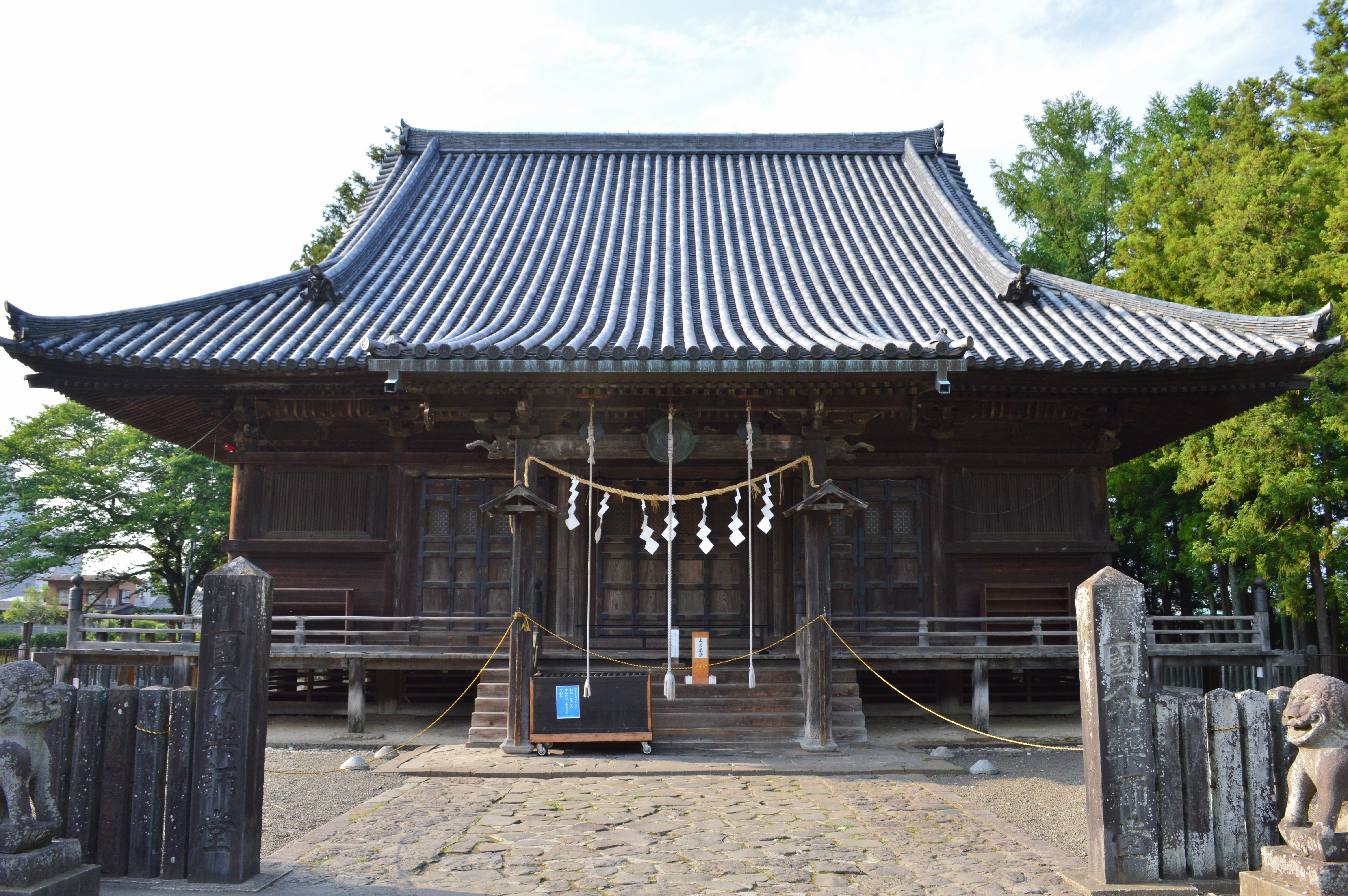
陸奥国分寺　薬師堂
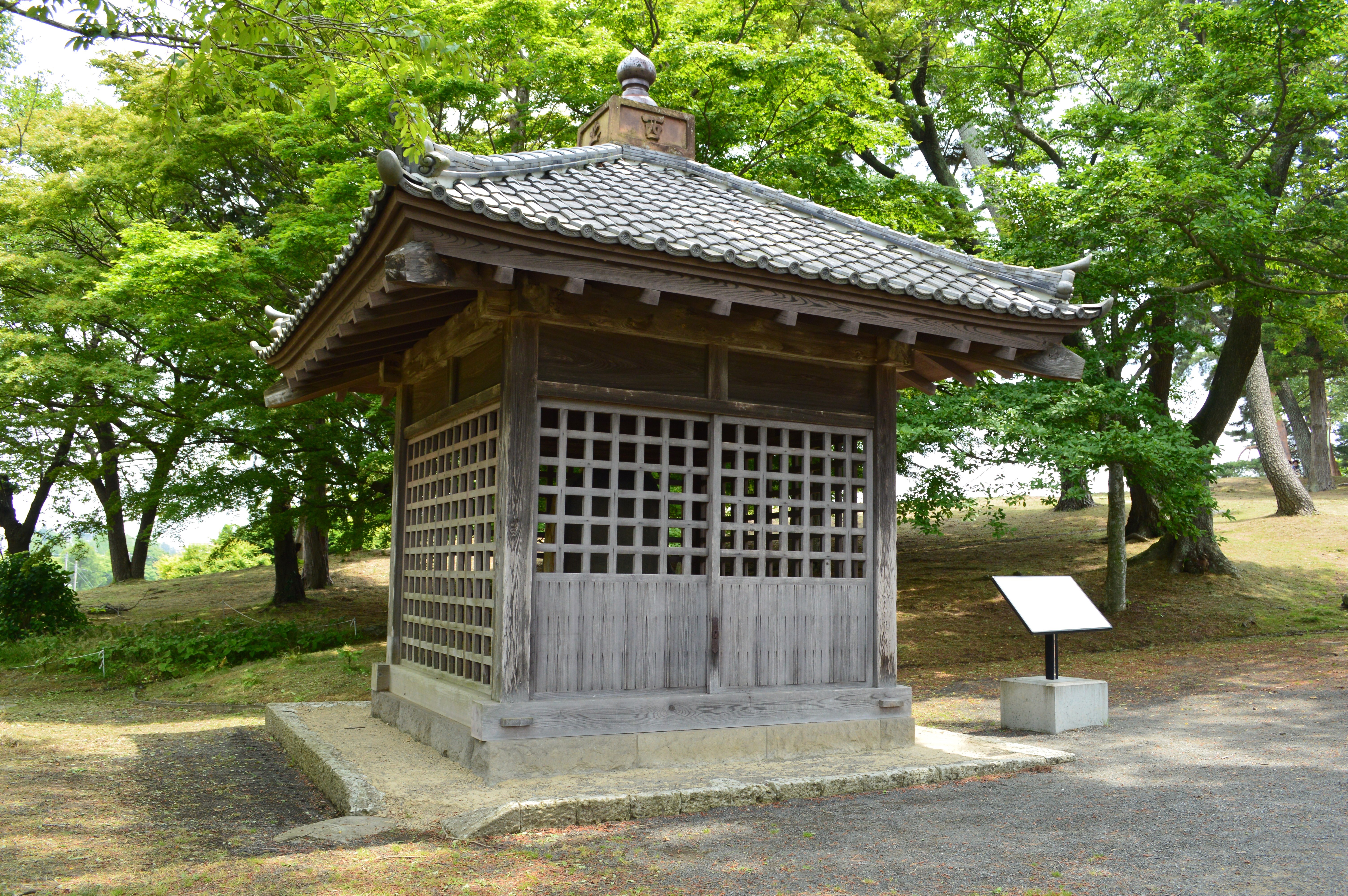
多賀城碑(壺碑)覆屋
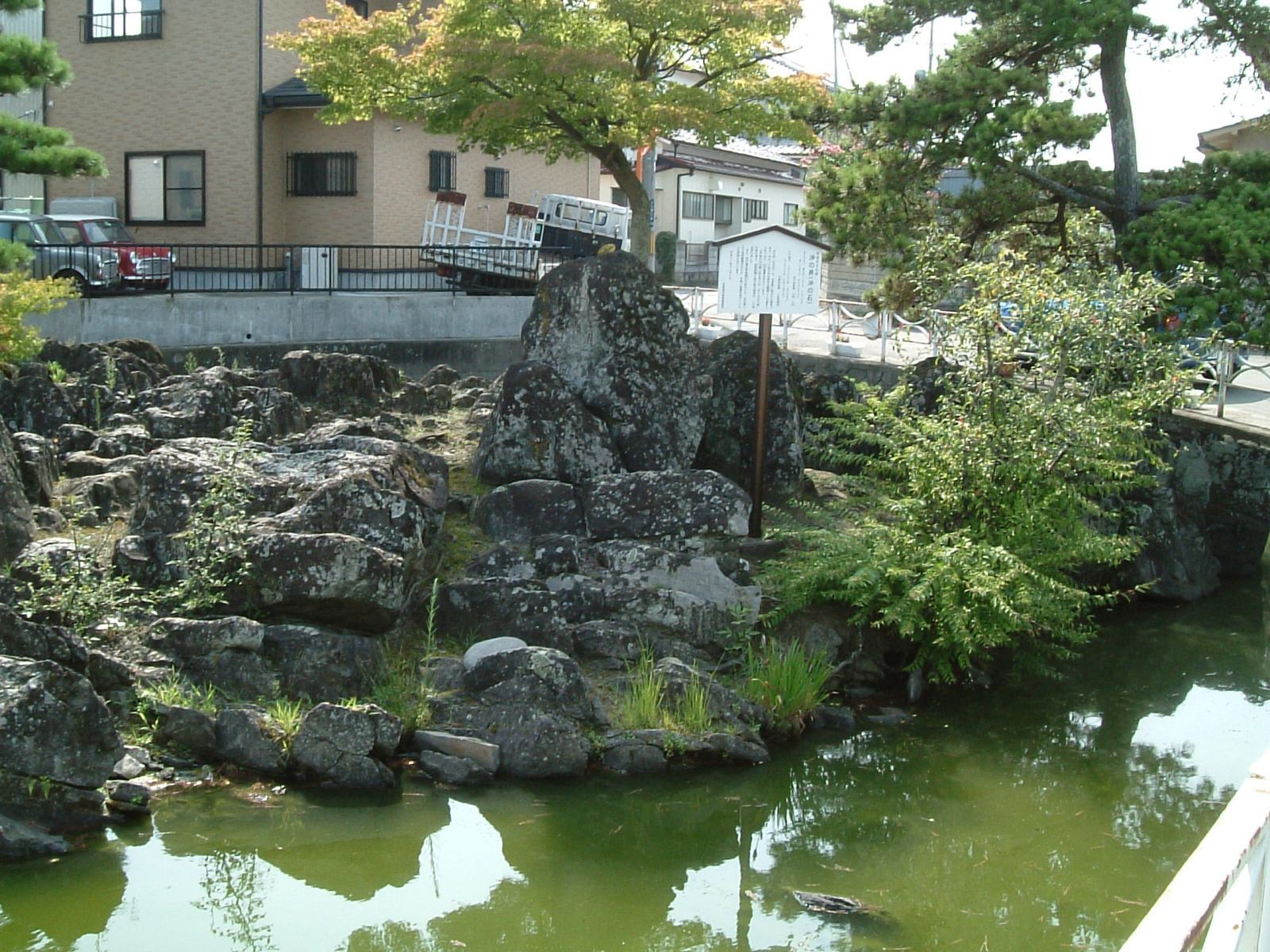
興井（沖の石）
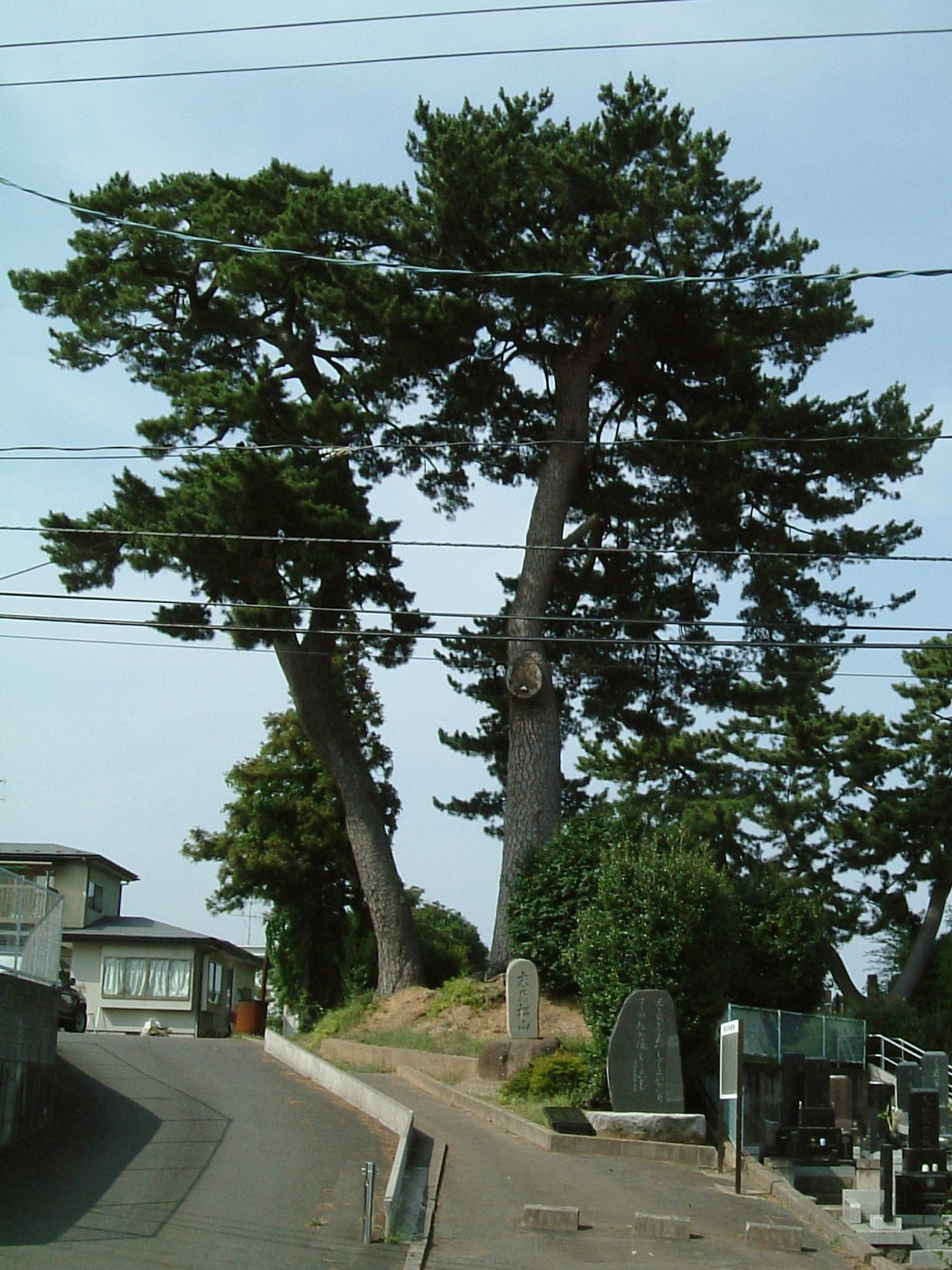
末の松山
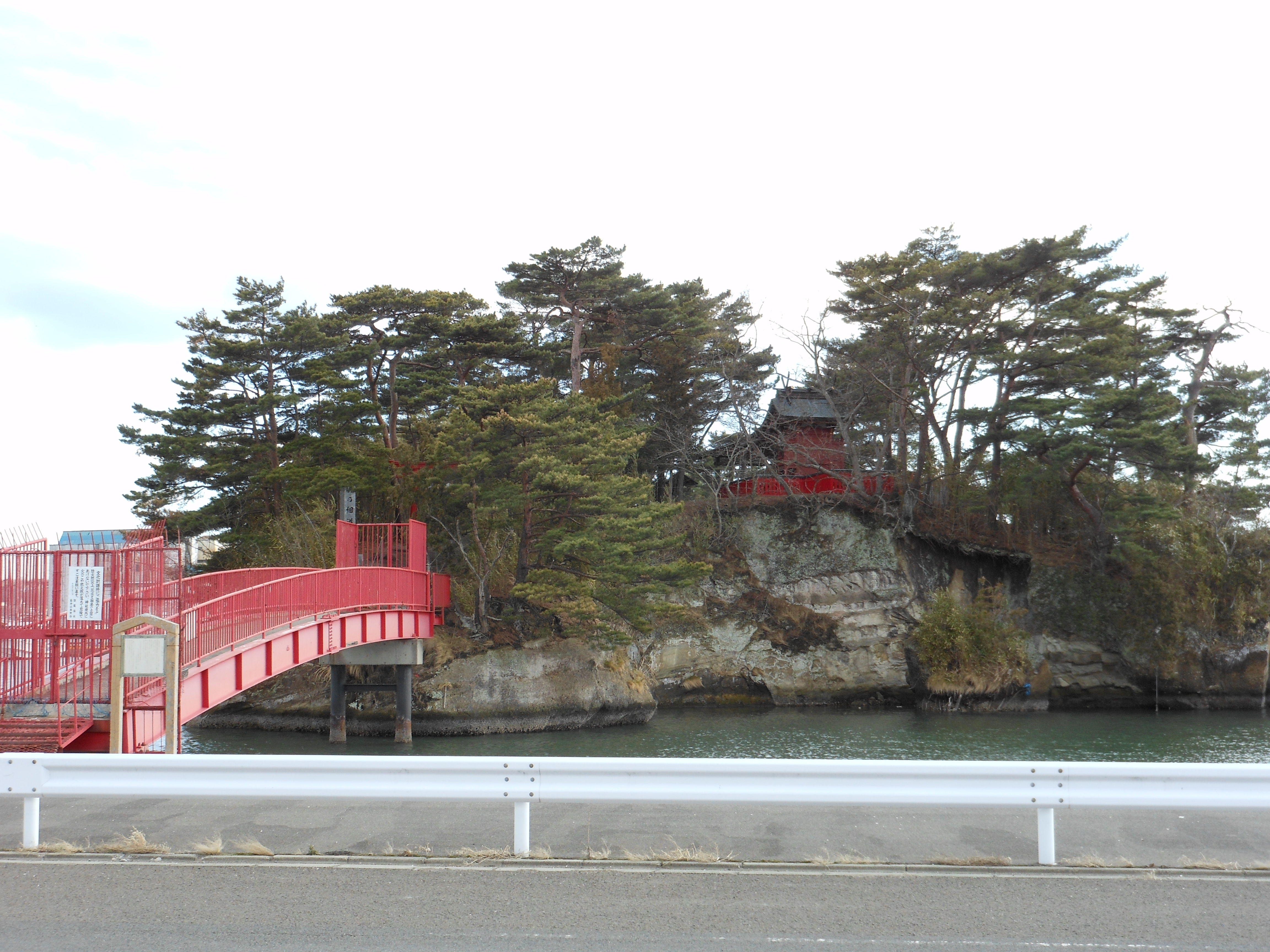
籬が島　曲木神社
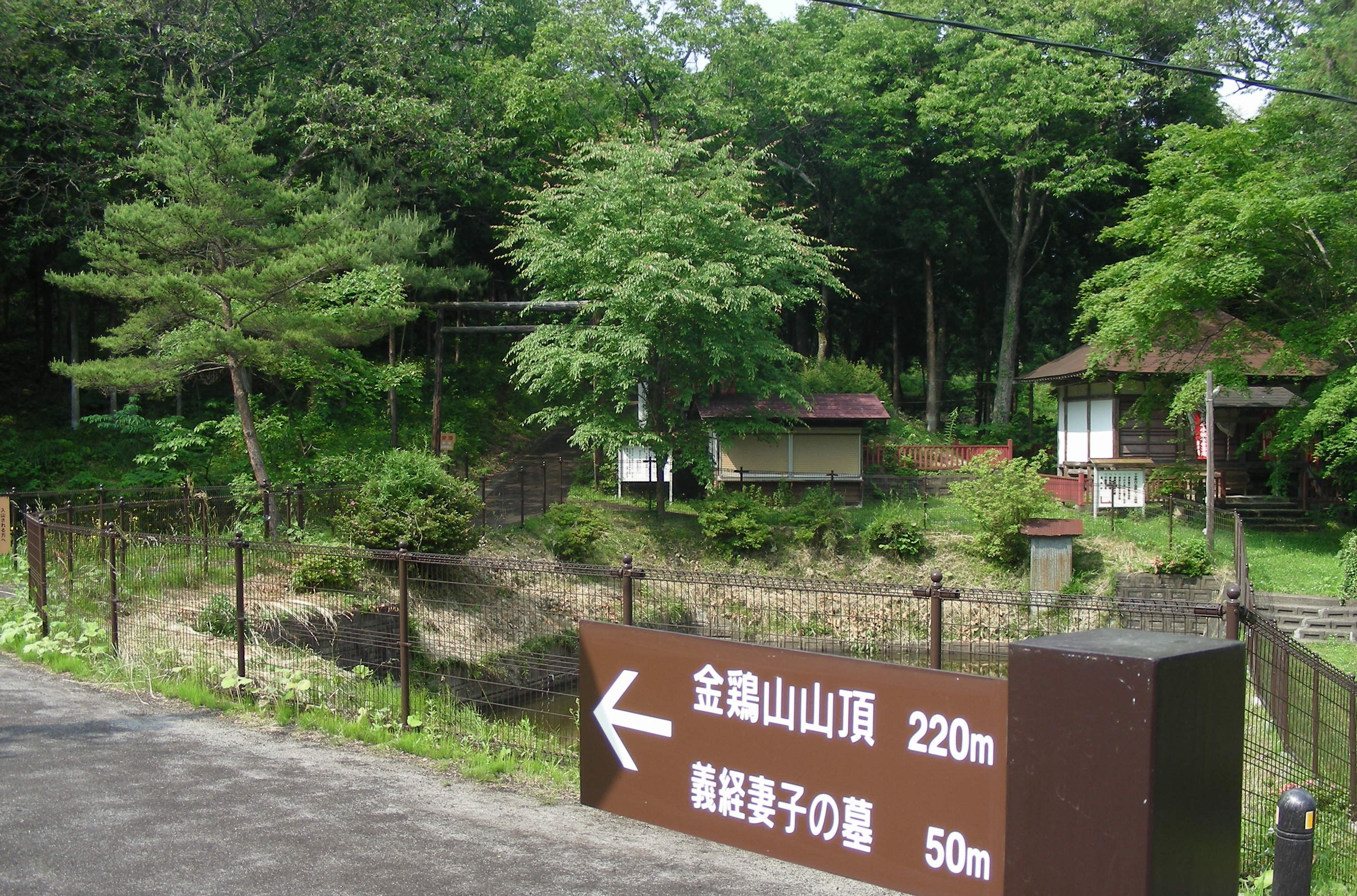
金鶏山　登山口
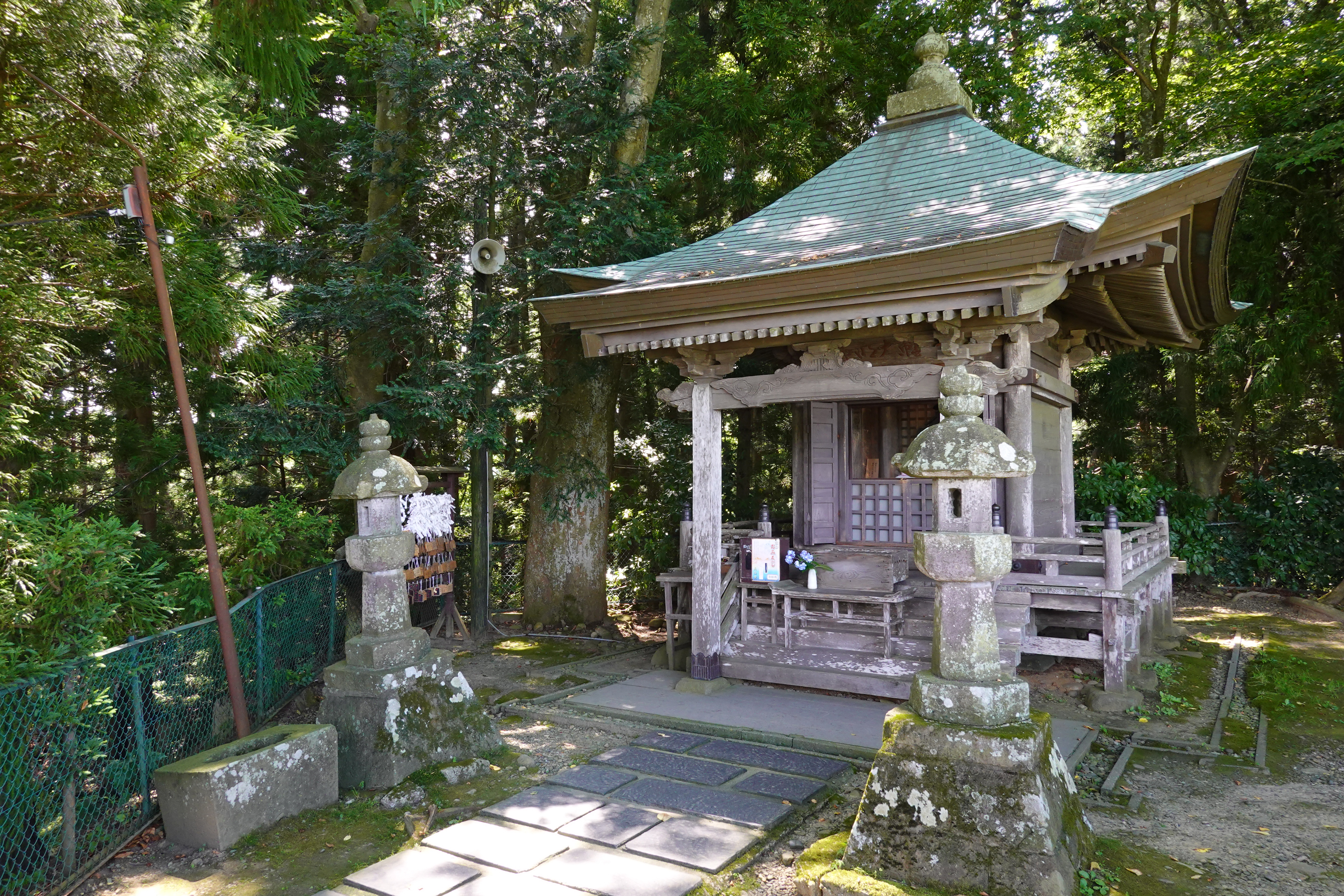
高館　義経堂
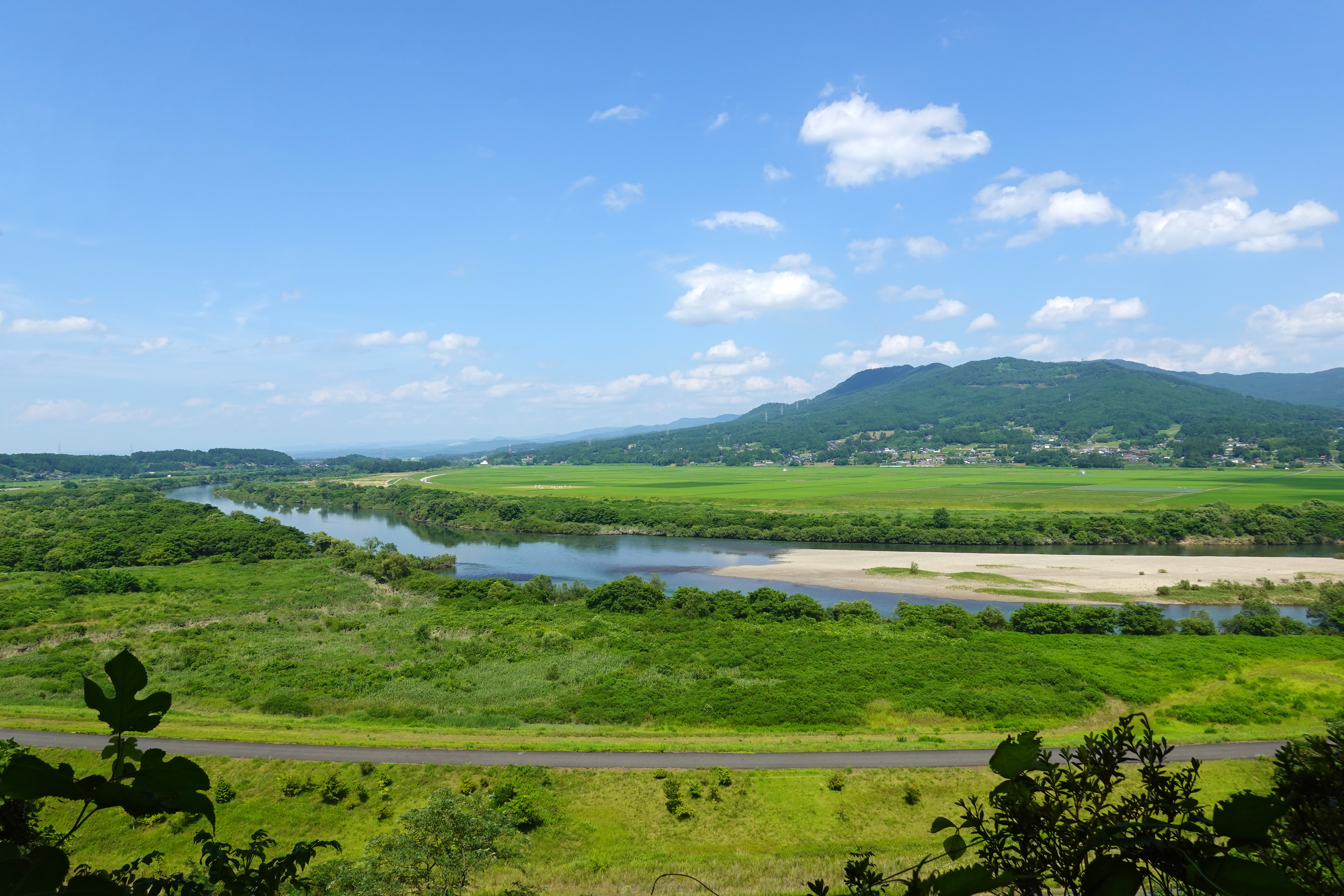
束稲山、昔は桜の名所であった
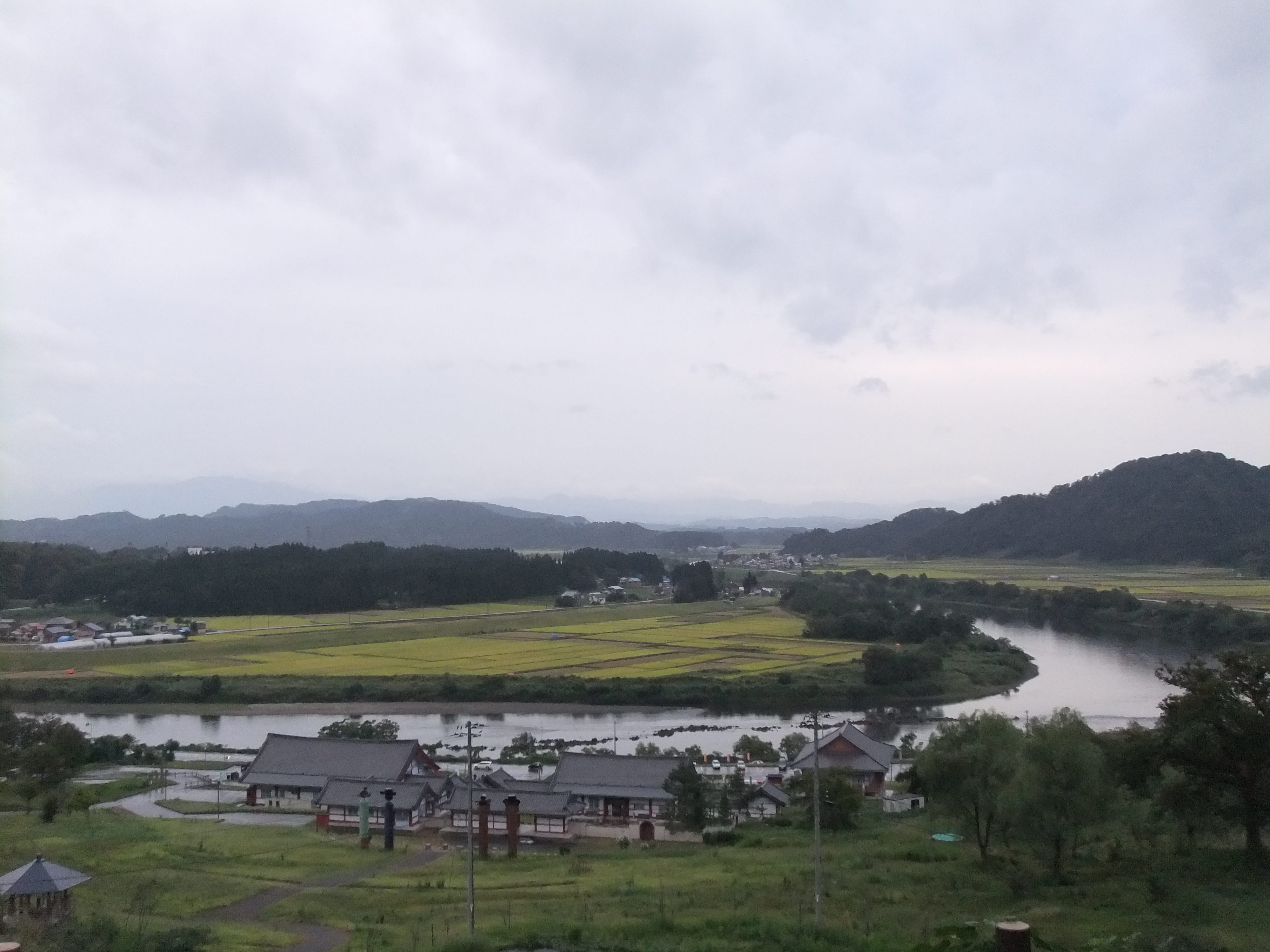
道の駅から最上川の本合海方面を望む
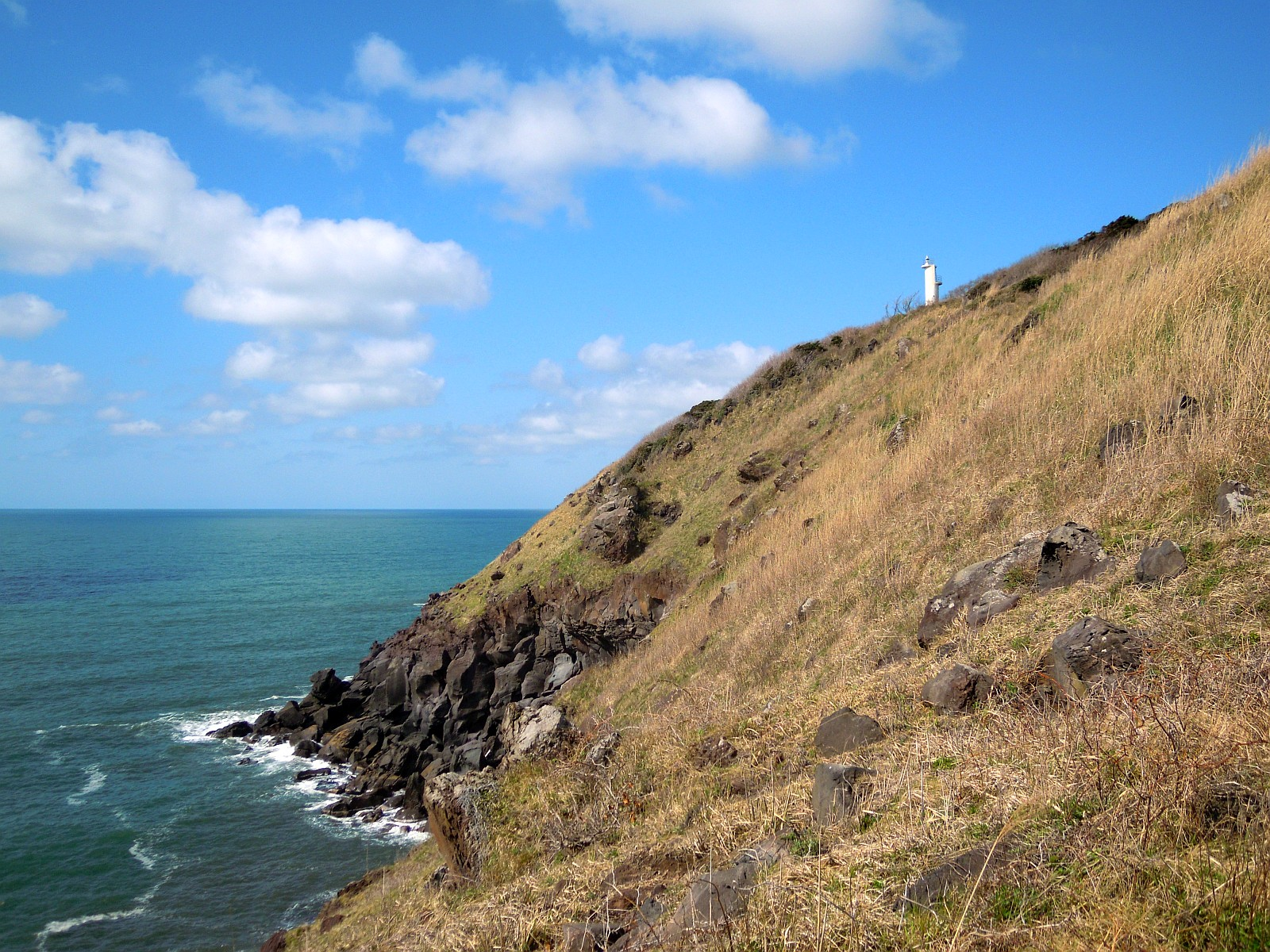
三崎　大師崎
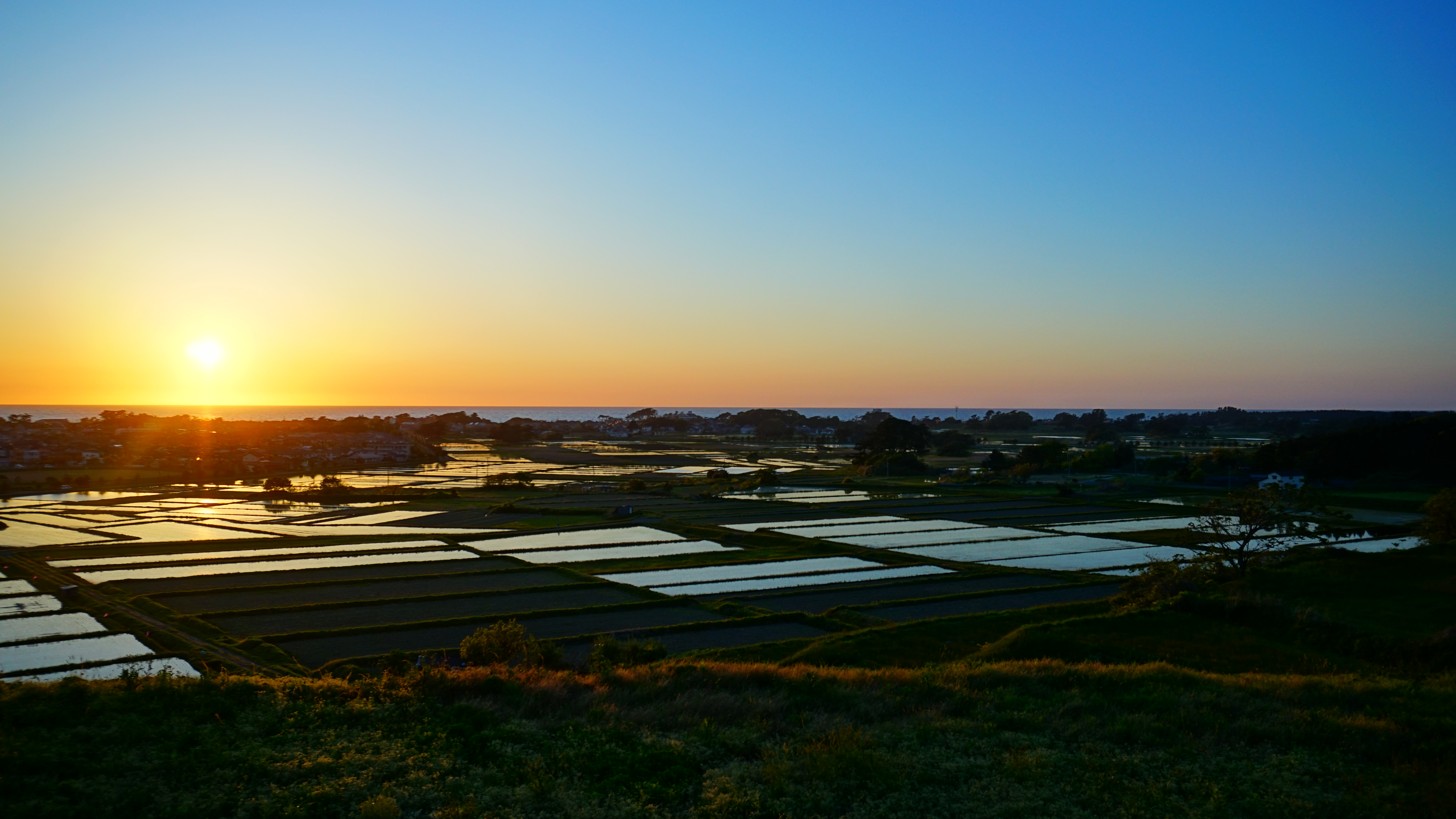
象潟の夕景
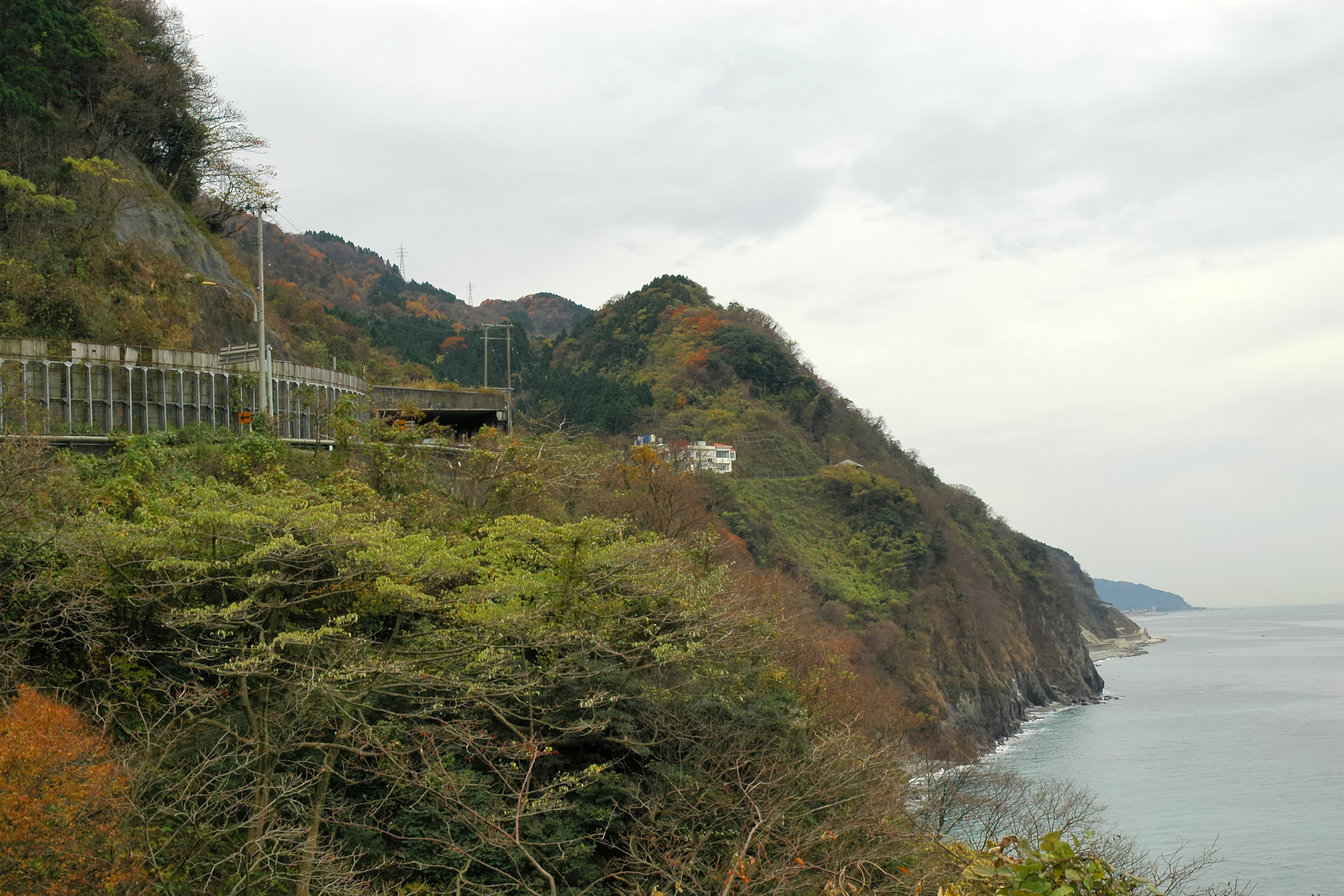
親不知
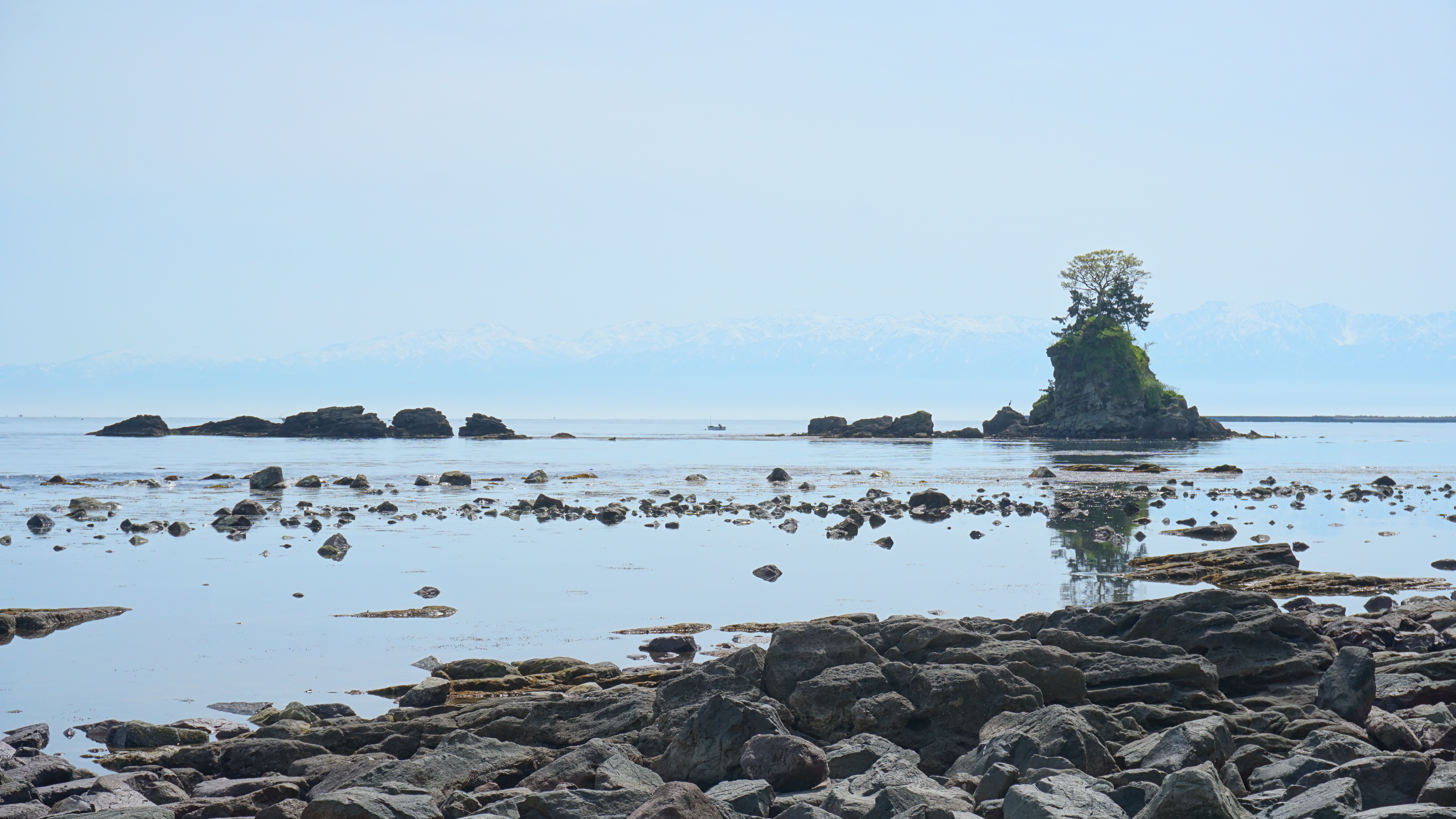
雨晴海岸、有磯海は越中一帯の海岸を指す
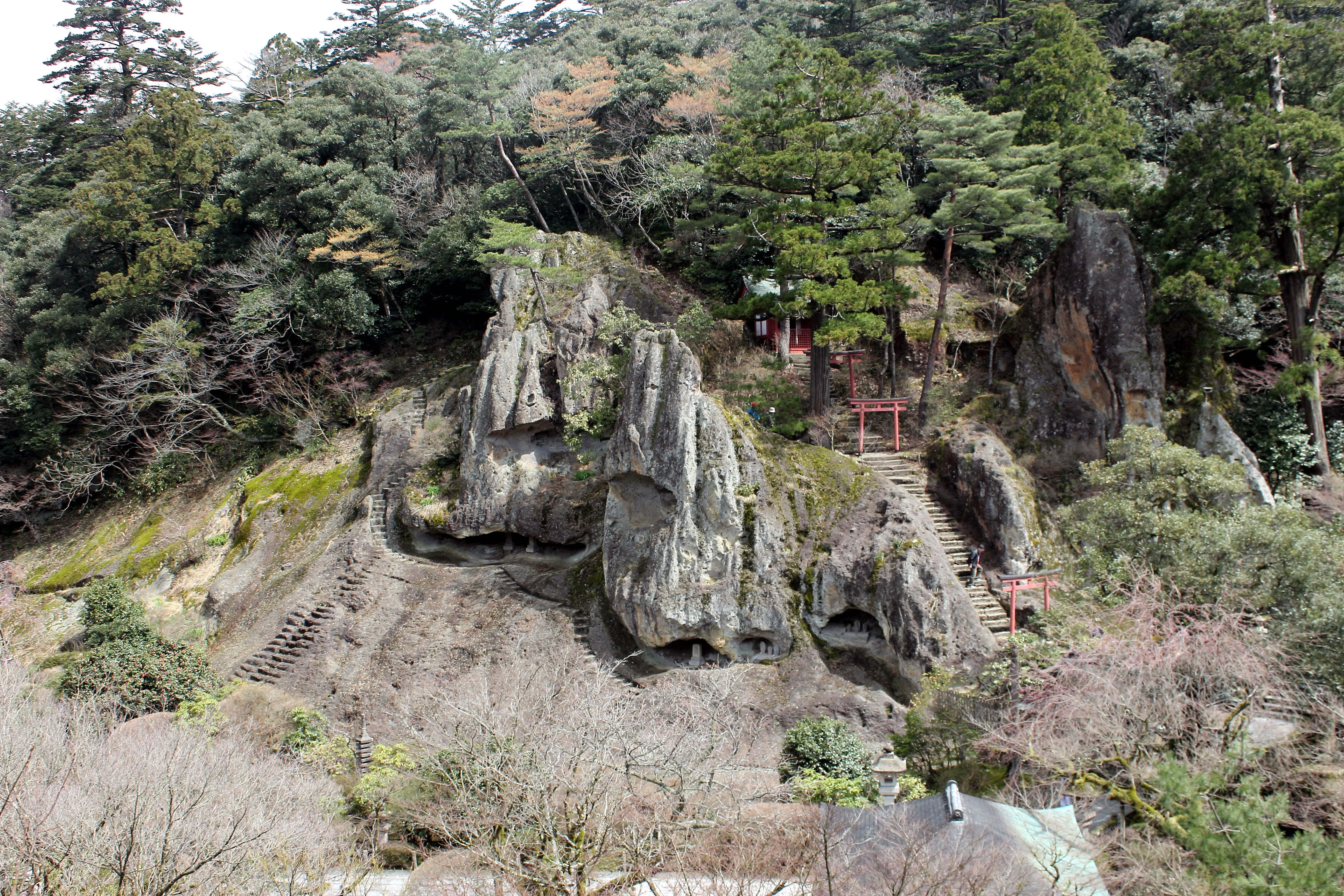
那谷寺 遊仙境
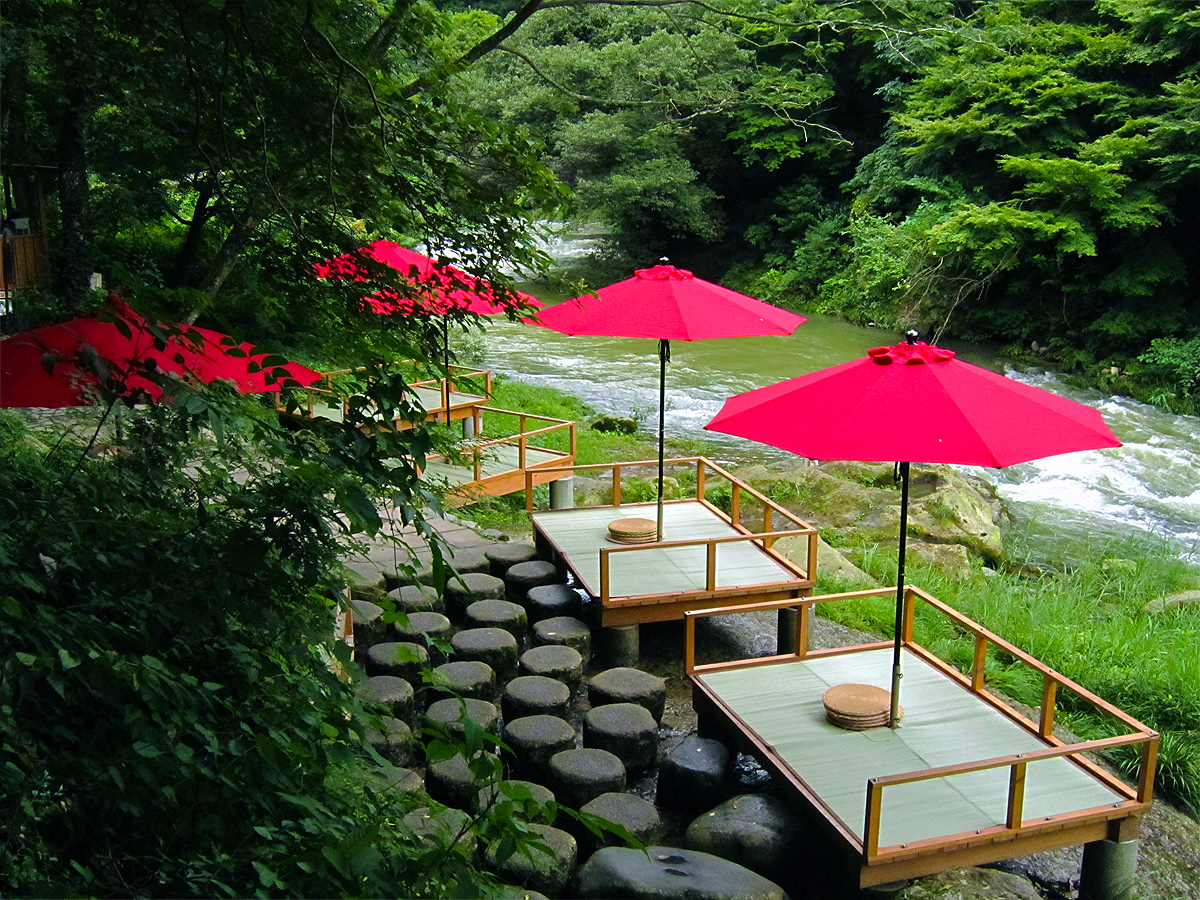
山中温泉　鶴仙渓
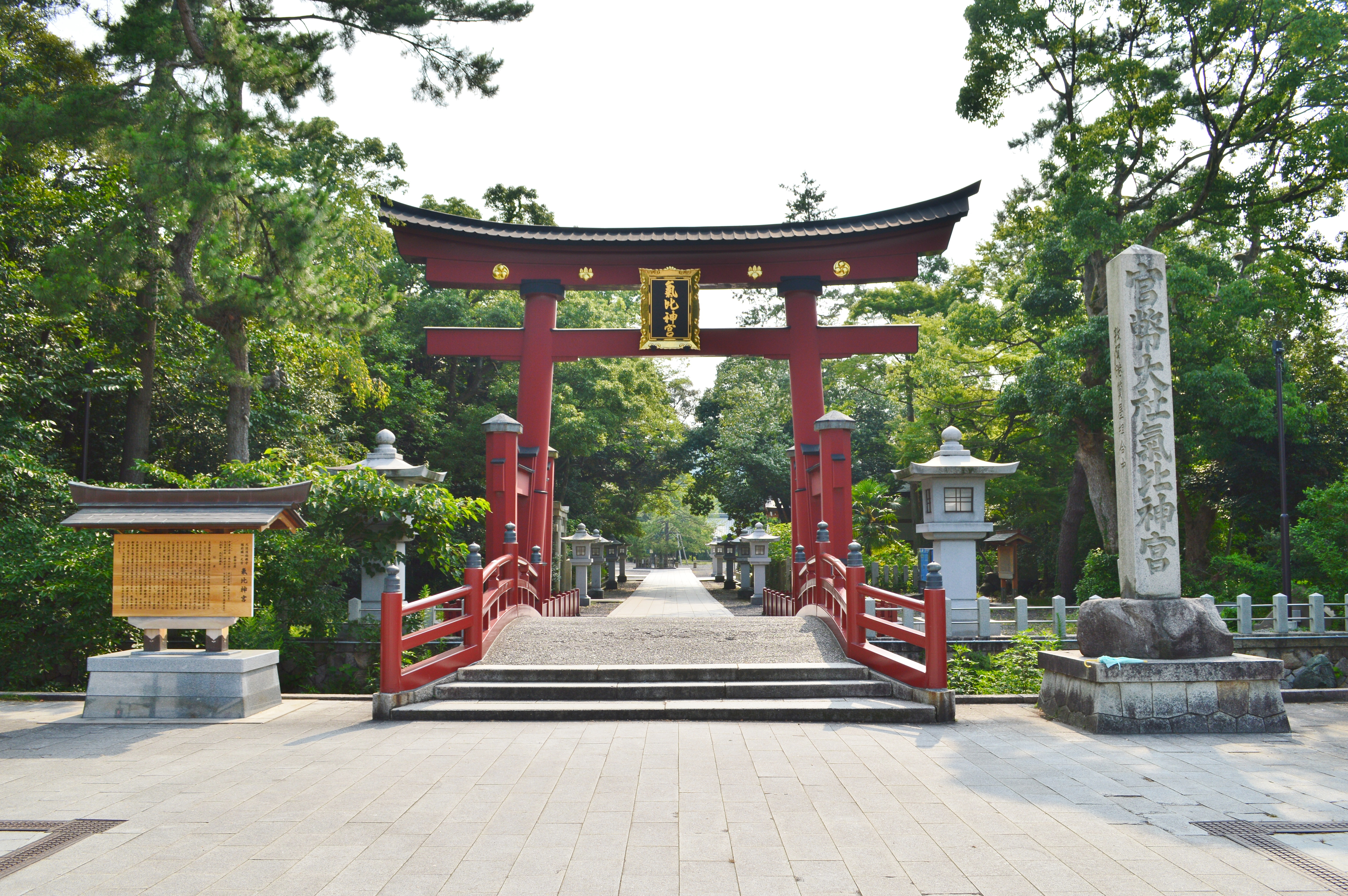
気比神宮　大鳥居
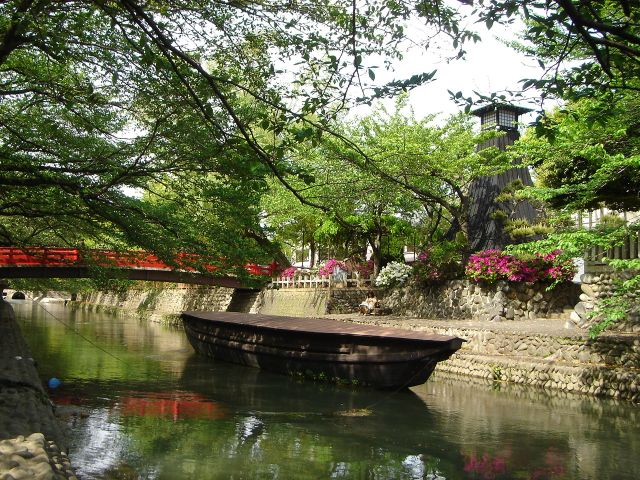
大垣市船町湊跡

## 指定履歴
- 2014年3月18日 以下の13か所を指定[1]

草加松原、ガンマンガ淵（慈雲寺境内）、八幡宮（那須神社境内）、殺生石、黒塚の岩屋、武隈の松、金鶏山、高館、象潟及び汐越、親しらず、有磯海（女岩）、那谷寺境内（奇石）、大垣船町川湊
- 2014年10月6日 以下の5か所を追加指定[2]

壺碑（つぼの石ぶみ）、興井、末の松山、籬が島、本合海
以上のほか、既指定の「親しらず」の指定範囲拡大
- 2015年3月10日 以下の6か所を追加指定[3]

遊行柳（清水流るゝの柳）、つゝじが岡及び天神の御社、木の下及び薬師堂、さくら山、三崎（大師崎）、道明が淵（山中の温泉）
以上のほか、既指定の「象潟及び汐越」の指定範囲拡大（駒留島を追加）
- 2015年10月7日

既指定の「有磯海（女岩）」の指定範囲拡大（義経岩を追加）および「有磯海」へ名称変更
- 2016年10月3日

けいの明神（氣比神宮境内）の追加指定
- 2021年10月11日

湯尾峠の追加指定